# Der alte Mann und die drei Brüder
Der alte Mann und die drei Brüder ist ein Volksmärchen (AaTh 750D), das im griechischen, kroatischen, ukrainischen und belorussischen Sprachraum bekannt ist.

## Handlung
Drei Brüder begegnen auf der Suche nach Arbeit einem alten Mann, der sie fragt, was sie gerne haben möchten. Der Älteste wünscht sich, dass sich eine Schar Raben in Schafe verwandeln möge, die dann ihm gehört. Der mittlere Bruder möchte, dass sich die vielen herumliegenden Steinchen in Ölbäume verwandeln sowie ihm gehören und der Jüngste hätte gerne einen Brunnen, aus dem Honig fließt. Einem nach dem anderen erfüllt der alte Mann den Wunsch, mit dem Versprechen der Brüder, den Bettlern etwas abzugeben. Doch als der jüngste Bruder, der den Bettlern gegenüber stets hilfsbereit war, nach einiger Zeit beschließt seinen honigspendenden Brunnen vorübergehend zu verlassen, um seine Brüder zu besuchen, findet er nur die herumliegenden Steinchen und die Schar Raben vor. Der alte Mann begegnet ihm erneut und teilt ihm mit, dass seine Brüder ihr Versprechen gebrochen haben, weshalb er ihnen alles wieder genommen hat.

## Hintergrund
Diese griechische Version, die aus der Sammlung von Dialechti Sevgoli aus Naxos stammt, erhielt im Deutschen den Titel Der alte Mann und die drei Brüder. In einer kroatischen Version begegnen die drei Brüder Gott und dem heiligen Petrus, die den herbeigewünschten Besitz der ersten beiden Brüdern, aufgrund deren Geizes, wieder abbrennen. Der Jüngste Sohn aber ist sogar bereit sein Kind im Ofen zu verbrennen, um den heiligen Petrus mit der Asche des Kindes von einer Krätze zu befreien. Sodann erweckt Gott das Kind wieder zum Leben und segnet die Familie des jüngsten Sohnes für immer. Die Version stammt aus dem Werk Istrische Volkserzählungen (Zagreb 1959, Nr. 36) und wurde 1953 in Žminj von Maja Bošković-Stulli nach der Erzählerin Marija Erman aufgezeichnet. Im Deutschen trägt sie den Titel Gott und die drei Brüder. Eine ähnliche ukrainische Version von P. P. Čubinskij, die als Legendenmärchen klassifiziert ist und im Deutschen den Titel Die drei Brüder und der liebe Gott bekam, wurde zwischen 1860 und 1870 in Dudary, Kreis Uman aufgezeichnet und 1878 in Petersburg veröffentlicht. Das Märchen ist auch in Belarus bekannt.